# Piste olympique de bobsleigh et de luge de Sarajevo

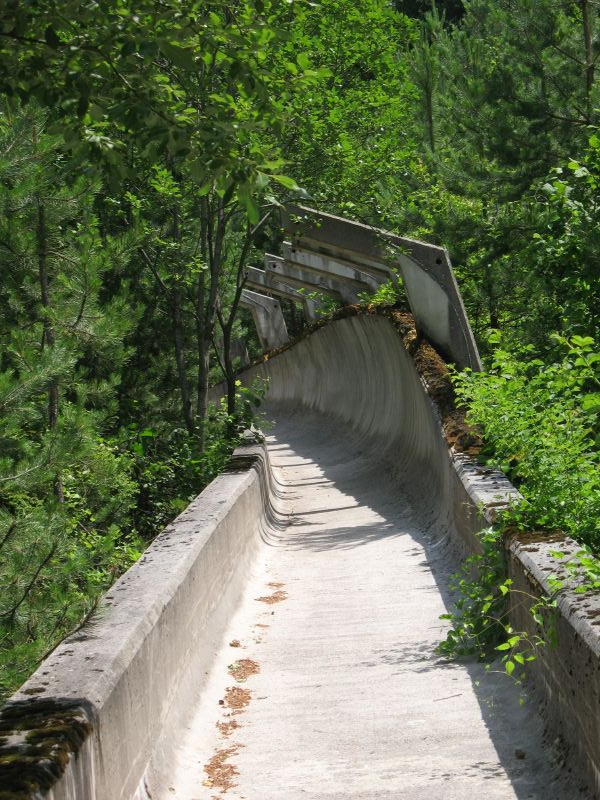
Piste olympique de bobsleigh et de luge de Sarajevo en 2008.

La piste olympique de bobsleigh et de luge de Sarajevo (en cyrillique : Олимпијска стаза за боб и санкање у Сарајеву) est située sur la Trebević, une montagne surplombant la ville de Sarajevo.

## Histoire
La piste a été construite pour les Jeux olympiques d'hiver de 1984. La structure a été abandonnée à la suite des guerres de Yougoslavie. Son segment le plus long est de 576 mètres et sa construction a couté 8 500 000 dollars.

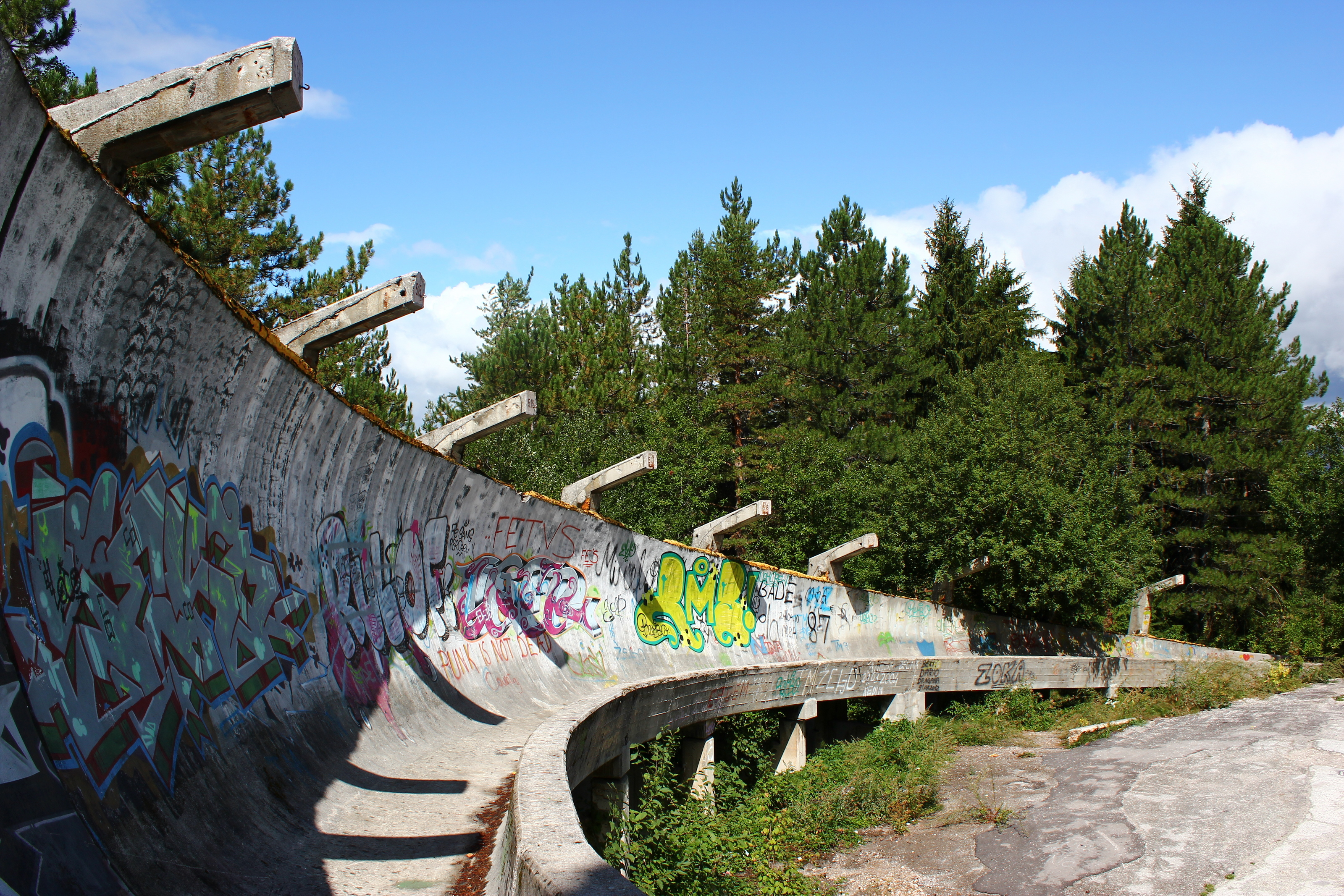
Piste olympique de bobsleigh et de luge de Sarajevo.